# Hercostomus sartus
Hercostomus sartus är en tvåvingeart som beskrevs av Stackelberg 1927. Hercostomus sartus ingår i släktet Hercostomus och familjen styltflugor. Inga underarter finns listade i Catalogue of Life.